# Normes techniques en droit suisse

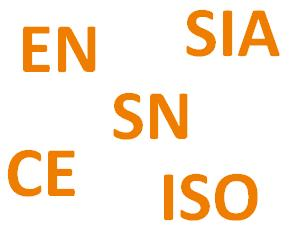
Normes techniques et marquage CE

En droit suisse, les normes techniques (technische Normen), désignent les règles, les lignes directrices ou les caractéristiques sans force obligatoire établies par des organismes de normalisation (contrairement aux prescriptions techniques, fixées par l'État) et qui se rapportent notamment à la production, à la composition, aux caractéristiques, à l’emballage ou à l’étiquetage d’un produit, aux essais ou à l’évaluation de la conformité.
Les normes assurent la qualité, la compatibilité et la comparabilité des produits ou des processus mais ne constituent qu'une partie des règles qui leur sont applicables. Elles complètent les prescriptions techniques et les autres règles de droit national et international.

## Force obligatoire
Les normes sont, par leur nature, des recommandations, qui n'ont pas force de loi. La loi peut cependant faire explicitement référence à des normes, leur conférant un caractère contraignant ou des conséquences juridiques. Les normes peuvent également être intégrées à un contrat, auquel cas elles ont une portée obligatoire entre les parties. Elles peuvent par ailleurs être utilisées par les juges comme critères d'appréciation (par exemple, dans le cadre d'une action en responsabilité civile, pour déterminer si le défendeur a pris toutes les mesures que l'on pouvait exiger de lui).

## La Suisse et les organismes de normalisation internationaux
Si la loi renvoie à des normes techniques ou lorsqu’un tel renvoi est prévu, le Conseil fédéral (ou une autorité désignée par celui-ci) peut décider que la Suisse participe, par une contribution financière ou autre, à des mandats donnés à des organisations internationales de normalisation ou qu'elle soit représentée au sein d'organisations impliquées dans l’élaboration des normes. Il peut aussi charger des organismes nationaux de normalisation de défendre les intérêts de la Suisse auprès d'organismes de normalisation internationaux. Cette tâche est confiée à l'Association Suisse de Normalisation (SNV), membre de plein droit de l’Organisation internationale de normalisation (ISO) et du Comité européen de normalisation (CEN).

## Harmonisation avec les normes EN
La Suisse s’est engagée à adopter les normes européennes « EN ». Ces normes sont publiées en Suisse sous la dénomination « SN EN » (exemple : SN EN 62281 -- Sécurité des piles et des accumulateurs au lithium pendant le transport). La Société suisse des ingénieurs et des architectes (SIA) et l’Association suisse des professionnels de la route et des transports (VSS), membres de la SNV, sont responsables de la publication et de l’application des normes. Les normes SN EN peuvent être précédées d'un « Avant-propos national » ou suivies d'une « Annexe nationale », qui ont la même portée juridique que la norme proprement dite.

## Le marquage CE en Suisse

En Suisse, les directives et règlements européens sont régulièrement adoptés en droit suisse, souvent au travers d'ordonnances. 
Certaines ordonnances basées sur le droit européen imposent soit une marque de conformité suisse (par example CH), ou la marque de conformité étrangère (CE) . Toutefois, certaines autres ordonnances basées sur le droit européen peuvent ne pas imposer le marquage CE, sans toutefois l'interdire. Il est donc important de vérifier la transposition du texte européen en droit suisse pour s'assurer des exigences applicables au cas par cas.
L'ensemble des exigences est souvent basé sur le droit européen (législation, normes) sans déviation technique majeure. 
Il est toutefois à noter que le marché suisse n'étant pas membre du marché commun de l'Union Européenne, les exigences s'appliquent au moment de l'entrée de l'unité de produit sur le marché suisse.
Si un produit fabriqué en Suisse est destiné à être vendu dans l'EEE, il doit porter le marquage CE (et donc satisfaire aux exigences liées) dès lors que la législation CE d'harmonisation applicable le prescrit. 
Dans l'Union Européenne comme en Suisse, la conformité à la législation relève en premier lieu de la responsabilité du fabricant, et dans une certaine mesure de l'importateur (dans l'EEE, ou en Suisse respectivement) et du distributeur.